# Erazmów
Erazmów (prononciation [ɛˈrazmuf]) est un village de la gmina de Koluszki, du powiat de Łódź-est, dans la voïvodie de Łódź, situé dans le centre de la Pologne.
Il se situe à environ 3 kilomètres au nord-est de Koluszki (siège de la gmina) et 25 kilomètres à l'est de Łódź (siège du powiat et capitale de la voïvodie).
Sa population s'élevait approximativement à 80 habitants en 2006.

## Administration
De 1975 à 1998, le village était attaché administrativement à l'ancienne voïvodie de Piotrków.

Depuis 1999, il fait partie de la nouvelle voïvodie de Łódź.